# Lundkärrlöpare
Lundkärrlöpare (Agonum duftschmidi) är en skalbaggsart som beskrevs av Schmidt 1994. Lundkärrlöpare ingår i släktet Agonum, och familjen jordlöpare. Arten är reproducerande i Sverige.